# سیارک ۲۵۹۶۳
سیارک ۲۵۹۶۳ (به انگلیسی: 25963 Elisalin، نامگذاری:2001FP26)۲۵۹۶۳مین سیارک کشف شده‌است که در ۱۸ مارس ۲۰۰۱ کشف شد.